# Thaer Krouma
Thaer Sami Krouma (Homs, 2 febbraio 1990) è un calciatore siriano, difensore svincolato.

## Statistiche

### Presenze e reti nei club
| Stagione           | Squadra            | Campionato         | Campionato | Campionato | Coppe nazionali | Coppe nazionali | Coppe nazionali | Coppe continentali | Coppe continentali | Coppe continentali | Altre coppe | Altre coppe | Altre coppe | Totale | Totale |
| Stagione           | Squadra            | Comp               | Pres       | Reti       | Comp            | Pres            | Reti            | Comp               | Pres               | Reti               | Comp        | Pres        | Reti        | Pres   | Reti   |
| ------------------ | ------------------ | ------------------ | ---------- | ---------- | --------------- | --------------- | --------------- | ------------------ | ------------------ | ------------------ | ----------- | ----------- | ----------- | ------ | ------ |
| gen.-giu. 2018     | Ansar              | PD                 | 9          | 2          | CL              | 0               | 0               | -                  | -                  | -                  | -           | -           | -           | 9      | 2      |
| 2022-feb.2023      | Al-Ain             | PD                 | 16         | 0          | -               | -               | -               | -                  | -                  | -                  | -           | -           | -           | 16     | 0      |
| feb.-giu. 2024     | Mumbai City        | ISL                | 10+3       | 0          | SC              | 0               | 0               | AFC                | 4                  | 0                  | DC          | 0           | 0           | 17     | 0      |
| 2024-2025          | Mumbai City        | ISL                | 17+1       | 2          | SC              | 2               | 0               | -                  | -                  | -                  | DC          | -           | -           | 20     | 2      |
| Totale Mumbai City | Totale Mumbai City | Totale Mumbai City | 31         | 2          |                 | 2               | 0               |                    | 4                  | 0                  |             | 0           | 0           | 37     | 2      |
| Totale carriera    | Totale carriera    | Totale carriera    | 56         | 4          |                 | 2               | 0               |                    | 4                  | 0                  |             | 0           | 0           | 62     | 4      |

### Cronologia presenze e reti in nazionale
| Cronologia completa delle presenze e delle reti in nazionale ― Siria | Cronologia completa delle presenze e delle reti in nazionale ― Siria | Cronologia completa delle presenze e delle reti in nazionale ― Siria | Cronologia completa delle presenze e delle reti in nazionale ― Siria | Cronologia completa delle presenze e delle reti in nazionale ― Siria | Cronologia completa delle presenze e delle reti in nazionale ― Siria | Cronologia completa delle presenze e delle reti in nazionale ― Siria | Cronologia completa delle presenze e delle reti in nazionale ― Siria |
| Data                                                                 | Città                                                                | In casa                                                              | Risultato                                                            | Ospiti                                                               | Competizione                                                         | Reti                                                                 | Note                                                                 |
| -------------------------------------------------------------------- | -------------------------------------------------------------------- | -------------------------------------------------------------------- | -------------------------------------------------------------------- | -------------------------------------------------------------------- | -------------------------------------------------------------------- | -------------------------------------------------------------------- | -------------------------------------------------------------------- |
| 5-6-2016                                                             | Bangkok                                                              | Emirati Arabi Uniti                                                  | 0 – 1                                                                | Siria                                                                | Amichevole                                                           | -                                                                    |                                                                      |
| 30-3-2021                                                            | Teheran                                                              | Iran                                                                 | 3 – 0                                                                | Siria                                                                | Amichevole                                                           | -                                                                    |                                                                      |
| 4-6-2021                                                             | Sharja                                                               | Maldive                                                              | 0 – 4                                                                | Siria                                                                | Qual. Mondiali 2022                                                  | -                                                                    |                                                                      |
| 7-6-2021                                                             | Sharja                                                               | Guam                                                                 | 0 – 3                                                                | Siria                                                                | Qual. Mondiali 2022                                                  | -                                                                    |                                                                      |
| 15-6-2021                                                            | Sharja                                                               | Cina                                                                 | 3 – 1                                                                | Siria                                                                | Qual. Mondiali 2022                                                  | -                                                                    | 46’                                                                  |
| 2-9-2021                                                             | Teheran                                                              | Iran                                                                 | 1 – 0                                                                | Siria                                                                | Qual. Mondiali 2022                                                  | -                                                                    |                                                                      |
| 7-9-2021                                                             | Amman                                                                | Siria                                                                | 1 – 1                                                                | Emirati Arabi Uniti                                                  | Qual. Mondiali 2022                                                  | -                                                                    | 79’                                                                  |
| 7-10-2021                                                            | Ansan                                                                | Corea del Sud                                                        | 2 – 1                                                                | Siria                                                                | Qual. Mondiali 2022                                                  | -                                                                    |                                                                      |
| 11-11-2021                                                           | Al Rayyan                                                            | Iraq                                                                 | 1 – 1                                                                | Siria                                                                | Qual. Mondiali 2022                                                  | -                                                                    |                                                                      |
| 16-11-2021                                                           | Amman                                                                | Siria                                                                | 0 – 3                                                                | Iran                                                                 | Qual. Mondiali 2022                                                  | -                                                                    |                                                                      |
| 30-11-2021                                                           | Doha                                                                 | Emirati Arabi Uniti                                                  | 2 – 1                                                                | Siria                                                                | Coppa araba FIFA 2021 - 1º turno                                     | -                                                                    |                                                                      |
| 3-12-2021                                                            | Al Khor                                                              | Siria                                                                | 2 – 0                                                                | Tunisia                                                              | Coppa araba FIFA 2021 - 1º turno                                     | -                                                                    |                                                                      |
| 6-12-2021                                                            | Al Wakrah                                                            | Siria                                                                | 1 – 2                                                                | Mauritania                                                           | Coppa araba FIFA 2021 - 1º turno                                     | -                                                                    |                                                                      |
| 1-2-2022                                                             | Dubai                                                                | Siria                                                                | 0 – 2                                                                | Corea del Sud                                                        | Qual. Mondiali 2022                                                  | -                                                                    |                                                                      |
| 24-3-2022                                                            | Saida                                                                | Libano                                                               | 0 – 3                                                                | Siria                                                                | Qual. Mondiali 2022                                                  | -                                                                    |                                                                      |
| 29-3-2022                                                            | Dubai                                                                | Siria                                                                | 1 – 1                                                                | Iraq                                                                 | Qual. Mondiali 2022                                                  | -                                                                    |                                                                      |
| 1-6-2022                                                             | Dubai                                                                | Siria                                                                | 1 – 0                                                                | Tagikistan                                                           | Amichevole                                                           | -                                                                    |                                                                      |
| 26-9-2022                                                            | Amman                                                                | Siria                                                                | 0 – 1                                                                | Iraq                                                                 | Amichevole                                                           | -                                                                    |                                                                      |
| 17-11-2022                                                           | Dubai                                                                | Siria                                                                | 0 – 1                                                                | Bielorussia                                                          | Amichevole                                                           | -                                                                    |                                                                      |
| 20-11-2022                                                           | Dubai                                                                | Siria                                                                | 1 – 2                                                                | Venezuela                                                            | Amichevole                                                           | -                                                                    | Cap.                                                                 |
| 25-3-2023                                                            | Dubai                                                                | Siria                                                                | 3 – 1                                                                | Thailandia                                                           | Amichevole                                                           | -                                                                    | 38’                                                                  |
| 20-6-2023                                                            | Nam Dinh                                                             | Vietnam                                                              | 1 – 0                                                                | Siria                                                                | Amichevole                                                           | -                                                                    |                                                                      |
| 6-9-2023                                                             | Chengdu                                                              | Malaysia                                                             | 2 – 2                                                                | Siria                                                                | Amichevole                                                           | -                                                                    |                                                                      |
| 12-9-2023                                                            | Chengdu                                                              | Cina                                                                 | 0 – 1                                                                | Siria                                                                | Amichevole                                                           | 1                                                                    |                                                                      |
| 17-10-2023                                                           | Dubai                                                                | Siria                                                                | 1 – 2                                                                | Kuwait                                                               | Amichevole                                                           | -                                                                    |                                                                      |
| 16-11-2023                                                           | Gedda                                                                | Siria                                                                | 1 – 0                                                                | Corea del Nord                                                       | Qual. Mondiali 2026                                                  | -                                                                    |                                                                      |
| 21-11-2023                                                           | Gedda                                                                | Siria                                                                | 0 – 5                                                                | Giappone                                                             | Qual. Mondiali 2026                                                  | -                                                                    |                                                                      |
| 13-1-2024                                                            | Doha                                                                 | Uzbekistan                                                           | 0 – 0                                                                | Siria                                                                | Coppa d'Asia 2023 - 1° turno                                         | -                                                                    |                                                                      |
| 18-1-2024                                                            | Doha                                                                 | Siria                                                                | 0 – 1                                                                | Australia                                                            | Coppa d'Asia 2023 - 1° turno                                         | -                                                                    |                                                                      |
| 23-1-2024                                                            | Al Khor                                                              | Siria                                                                | 1 – 0                                                                | India                                                                | Coppa d'Asia 2023 - 1° turno                                         | -                                                                    |                                                                      |
| 31-1-2024                                                            | Doha                                                                 | Iran                                                                 | 1 – 1 dts (5 – 3 dtr)                                                | Siria                                                                | Coppa d'Asia 2023 - Ottavi di finale                                 | -                                                                    |                                                                      |
| 21-3-2024                                                            | Yangon                                                               | Birmania                                                             | 1 – 1                                                                | Siria                                                                | Qual. Mondiali 2026                                                  | -                                                                    |                                                                      |
| 26-3-2024                                                            | Dammam                                                               | Siria                                                                | 7 – 0                                                                | Birmania                                                             | Qual. Mondiali 2026                                                  | -                                                                    |                                                                      |
| 6-6-2024                                                             | Vientiane                                                            | Corea del Nord                                                       | 1 – 0                                                                | Siria                                                                | Qual. Mondiali 2026                                                  | -                                                                    |                                                                      |
| 11-6-2024                                                            | Hiroshima                                                            | Giappone                                                             | 5 – 0                                                                | Siria                                                                | Qual. Mondiali 2026                                                  | -                                                                    |                                                                      |
| 6-9-2024                                                             | Hyderabad                                                            | Siria                                                                | 2 – 0                                                                | Mauritius                                                            | Coppa Intercontinentale 2024                                         | -                                                                    | 74’                                                                  |
| 9-9-2024                                                             | Hyderabad                                                            | India                                                                | 0 – 3                                                                | Siria                                                                | Coppa Intercontinentale 2024                                         | -                                                                    |                                                                      |
| 11-10-2024                                                           | Songkhla                                                             | Siria                                                                | 1 – 0                                                                | Tagikistan                                                           | King's Cup 2024 - Semifinale                                         | -                                                                    |                                                                      |
| 19-11-2024                                                           | Volgograd                                                            | Russia                                                               | 4 – 0                                                                | Siria                                                                | Amichevole                                                           | -                                                                    | 89’                                                                  |
| Totale                                                               |                                                                      | Presenze                                                             | 39                                                                   |                                                                      | Reti                                                                 | 1                                                                    |                                                                      |

## Palmarès

### Club

#### Competizioni nazionali
- Prima Lega (Siria): 3

Al-Wahda: 2013-2014
Tishrin: 2020-2021
Al-Fotuwa: 2022-2023
- Indian Super League: 1

Mumbai City: 2023-2024

### Nazionale
- Coppa Intercontinentale (India): 1

2024